# Combpyne
Combpyne är en by i civil parish Combpyne Rousdon, i distriktet East Devon, i grevskapet Devon i England. Byn är belägen 15 km från Honiton. Combpyne var en civil parish fram till 1939 när blev den en del av Combpyne Rousdon. Civil parish hade 83 invånare år 1931.